# Wiktoria Koburg (cesarzowa)
Wiktoria, ang. Victoria Adelaide Mary Louise Saxe-Coburg-Gotha (ur. 21 listopada 1840 w Londynie, zm. 5 sierpnia 1901 na zamku Friedrichshof) – księżniczka królewska (Princess Royal) jako najstarsza córka królowej Wiktorii Hanowerskiej i księcia Alberta, cesarzowa niemiecka.

## Wczesne lata życia

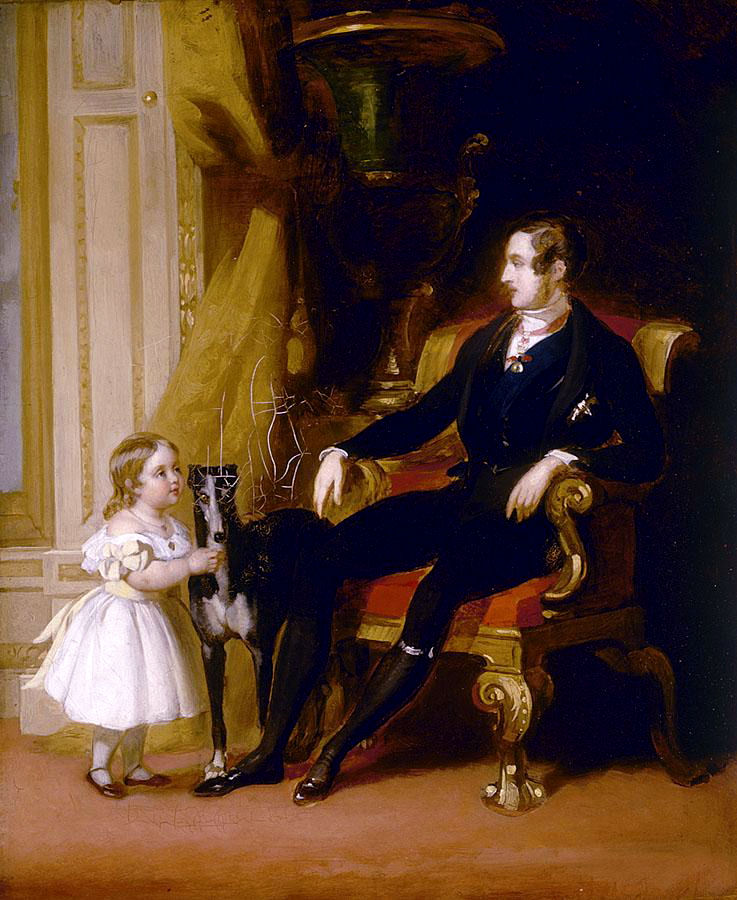
Mała Wiktoria z ojcem

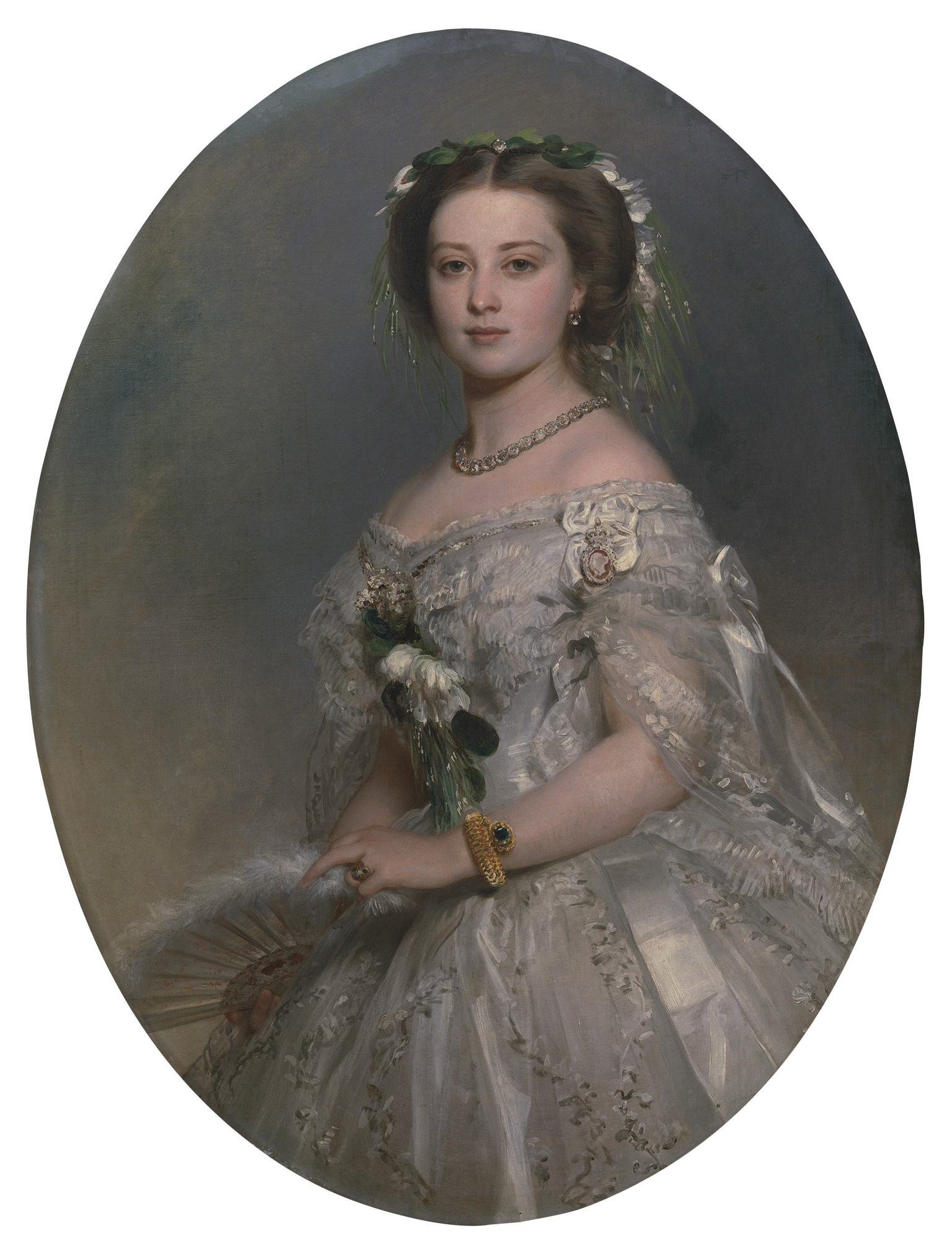
Wiktoria na obrazie Franza Winterhaltera, 1857

Wiktoria urodziła się w Buckingham Palace. Została ochrzczona w sali tronowej pałacu Buckingham 10 lutego 1841. Chrztu udzielił jej arcybiskup Canterbury William Howley. Jej rodzicami chrzestnymi byli: królowa-wdowa Adelajda, król Belgów Leopold I Koburg, książę Saksonii-Koburga-Gothy Ernest I, August Fryderyk Hanowerski, książę Sussex, księżna Gloucester i Edynburga oraz księżna-wdowa Kentu.
Jako córce panującego monarchy przysługiwał jej predykat „Jej Królewskiej Wysokości” (Her Royal Highness). Od urodzenia do czasu przyjścia na świat jej brata Alberta 9 listopada 1841 była następczynią tronu Zjednoczonego Królestwa. W 1841 otrzymała tytuł „księżniczki królewskiej” (Princess Royal), przysługujący najstarszej córce panującego monarchy. Jej oficjalny tytuł brzmiał: „Jej Królewska Wysokość Księżniczka Królewska” (Her Royal Highness The Princess Royal). Rodzina nazywała ją „Vicky”.
Edukacja Wiktorii odbywała się pod ścisłym nadzorem jej rodziców. Wiktoria była inteligentnym i bystrym dzieckiem. Dzięki swojej guwernantce, lady Lyttelton, umiała czytać i pisać przed ukończeniem 5 roku życia. Dzięki swojej francuskiej niani biegle władała językiem francuskim. Od innych guwernantek nauczyła się również niemieckiego. Sara Ann Hildyard uczyła ją historii, literatury, przedmiotów ścisłych i łaciny. Pod okiem ojca uczyła się polityki i filozofii.

## Małżeństwo
W 1851 Wiktoria poznała swojego przyszłego męża, księcia Fryderyka Hohenzollerna (ur. 18 października 1831, zm. 15 czerwca 1888), syna księcia Wilhelma Hohenzollerna, następcy tronu Prus, i Augusty, córki wielkiego księcia Saksonii-Weimar-Eisenach Karola Fryderyka. Fryderyk i jego rodzice zostali zaproszeni przez Wiktorię i Alberta na uroczystość otwarcia Wielkiej Wystawy.
Zaręczyny Wiktorii i Fryderyka odbyły się w 1855, kiedy Fryderyk przybył z wizytą do Balmoral. Pałac Buckingham i dwór pruski podały je do publicznej wiadomości 19 maja 1857. Ślub Vicky i Fritza odbył się w obecności królowej Wiktorii 25 stycznia 1858 w kaplicy królewskiej St. James’s Palace. Małżeństwo to było wspaniałym sojuszem dynastycznym, ale było również szczęśliwe – małżonkowie szczerze się kochali. Książę Albert miał dzięki temu małżeństwu nadzieję na zacieśnienie więzi Wielkiej Brytanii z Prusami i przebudowę monarchii Hohenzollernów w duchu bardziej liberalnym.
Fryderyk i Wiktoria mieli razem czterech synów i cztery córki:
- Wilhelm II (ur. 27 stycznia 1859, zm. 4 czerwca 1941), cesarz Niemiec i król Prus
- Wiktoria Elżbieta Augusta Charlotta (ur. 24 lipca 1860, zm. 1 października 1919), poślubiła Bernarda III, księcia Saksonii-Meiningen
- Albert Wilhelm Henryk (ur. 14 sierpnia 1862, zm. 20 kwietnia 1929)
- Franciszek Fryderyk Zygmunt (ur. 15 września 1864, zm. 18 czerwca 1866)
- Fryderyka Amalia Wilhelmina Wiktoria (ur. 12 kwietnia 1866, zm. 13 listopada 1929), poślubiła księcia Adolfa zu Schaumburg-Lippe, a następnie Aleksandra Zubkowa
- Joachim Fryderyk Ernest Waldemar (ur. 10 lutego 1868, zm. 27 marca 1879)
- Zofia Dorota Ulryka Alicja (ur. 14 czerwca 1870, zm. 13 stycznia 1932), poślubiła Konstantyna I, króla Grecji
- Małgorzata Beatrycze Feodora(inne języki) (ur. 22 kwietnia 1872, zm. 22 stycznia 1954), poślubiła księcia Fryderyka Karola Heskiego.

Żonie następcy tronu okazywano niechęć w Prusach. Już w chwili ogłoszenia zaręczyn z Fryderykiem Wilhelmem osiemnastoletnia Vicky nie zyskała sympatii z powodu swego angielskiego pochodzenia. Ponadto źle znosiła etykietę na dworze pruskim i nie kryła swych wrażeń związanych z nowym miejscem zamieszkania: „Berlin to straszna dziura. Bez kanalizacji, chodniki źle ułożone, straszliwy odór. Spędziłam pierwszy rok bez łazienki, i nawet nie miałam wody do własnej dyspozycji. Nie było też szaf na ubrania, musiałam trzymać swoje rzeczy w walizkach...” – pisała później do jednej z córek.
Trzeba przyznać, że na dworze pruskim obowiązywał w owym czasie wojskowy, sztywny i oficjalny ceremoniał. Młoda księżniczka została pewnego dnia surowo skarcona przez królową za kichnięcie w jej obecności. I choć Vicky pragnęła wzbudzić przyjazne uczucia w sercach swych poddanych, poniosła klęskę: jej szczerość i typowo angielskie poglądy nie znalazły u nich uznania.

## W Prusach

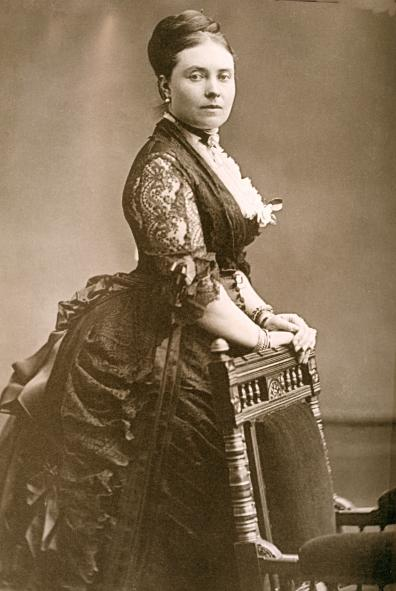
Wiktoria, cesarzowa niemiecka
i królowa Prus

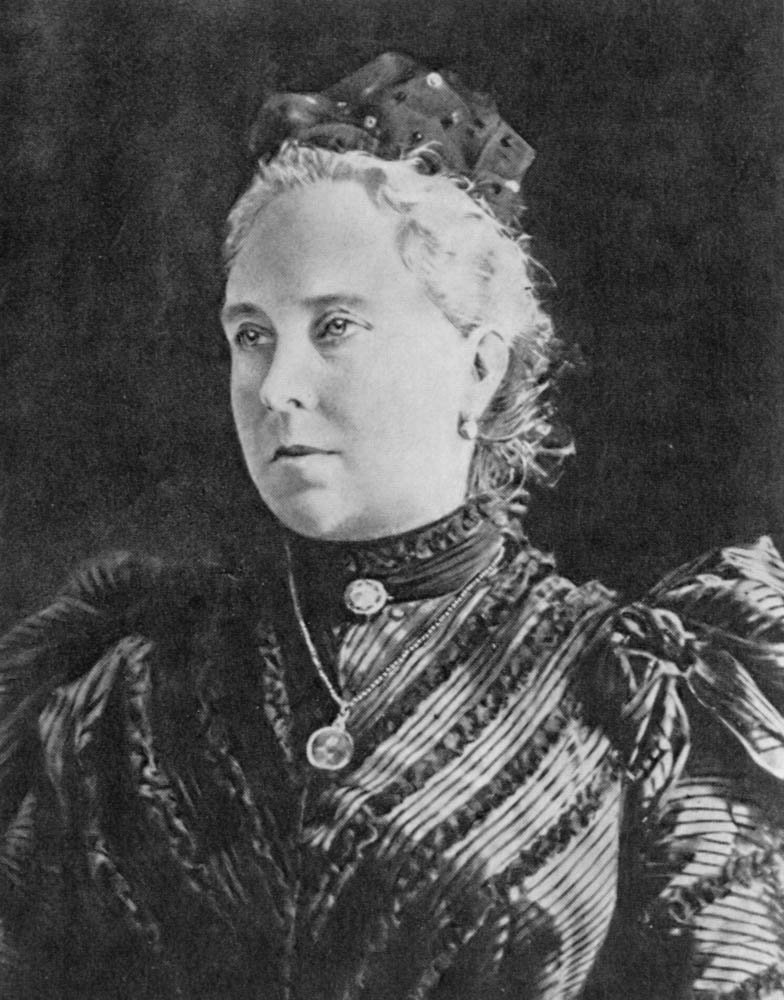
Cesarzowa Wiktoria

W 1861 zmarł stryj Fryderyka, król Fryderyk Wilhelm IV Hohenzollern. Tron pruski objął teść Wiktorii, Wilhelm I. Fryderyk został następcą tronu z tytułem „księcia Korony”. Wiktoria została więc „księżną Korony”. Następca tronu i jego żona byli odizolowani na pruskiej scenie politycznej. Ich liberalne i anglofilskie poglądy kontrastowały z autokratycznym stylem sprawowania rządów premiera Bismarcka. Swojego najstarszego syna Wilhelma, Fryderyk i Wiktoria próbowali wychować w duchu brytyjskim, ale młody książę wolał swoich niemieckich nauczycieli, pochwalających rządy autorytarne. Młody Wilhelm odizolował się więc od rodziców, o których sądził, że przedkładają interesy brytyjskie nad pruskie.
Podczas trzech wojen o zjednoczenie Niemiec – prusko-duńskiej (1864), prusko-austriackiej (1866) i prusko-francuskiej (1870) – Wiktoria i Fryderyk popierali działania Prus i Związku Północnoniemieckiego. Te deklaracje spowodowały pewien konflikt z rodziną Wiktorii, gdyż jej brat, książę Albert, był ożeniony z duńską księżniczką Aleksandrą, której ojciec pretendował do spornych księstw Szlezwiku i Holsztyna.
18 stycznia 1871 w Wersalu proklamowano Cesarstwo Niemieckie z Wilhelmem I jako dziedzicznym cesarzem z tytułem „Jego Cesarskiej i Królewskiej Mości” (Kaiserliche und Königliche Majestät). Fryderyk i Wiktoria otrzymali wówczas tytuły Niemieckiego Księcia Korony i Niemieckiej Księżnej Korony z predykatem „Cesarskiej i Królewskiej Wysokości” (Kaiserliche und Königliche Hoheit).

## Cesarzowa Niemiec
Po śmierci swojego ojca 9 marca 1888 mąż Wiktorii został cesarzem Fryderykiem III. Wiktoria przyjęła tytuł „Jej Cesarskiej i Królewskiej Mości Cesarzowej Niemiec”. Fryderyk jednak zmarł po 99 dniach panowania na skutek raka krtani. Po śmierci męża Wiktoria najlepiej znana była jako „cesarzowa Fryderykowa” – po niemiecku Kaiserin Friedrich. Była również nazywana „Angielką” (Die Engländerin), chociaż więcej w niej było krwi niemieckiej. Wiktoria była zrozpaczona po śmierci męża. Cesarzowa tak pisała do matki: „Bogu dzięki, jego serce nie cierpi tak jak moje! Jestem teraz wdową po nim, jeśli przestałam być żoną! Czyż zniosę tę rozłąkę?”
Zostawszy cesarzową-wdową, Vicky – zgodnie z życzeniem syna – musiała wyprowadzić się z pałacu. Wściekła, przeniosła się do wiejskiej posiadłości. Jeszcze większy żal miała do syna o to, że uroczystości pogrzebowe jej męża zostały zorganizowane przez Wilhelma w tak niestosownym pośpiechu, że nie mogła w nich uczestniczyć.
Vicky tak skarżyła się matce, królowej Wiktorii: „Wilhelm nigdy mnie nie odwiedza, a inni mnie ignorują. Jestem traktowana jak piąte koło u wozu.”
Owdowiała Wiktoria zamieszkała w zamku Friedrichshof, który zbudowała ku pamięci swojego męża na wzgórzach niedaleko Kronberg im Taunus w pobliżu Frankfurtu nad Menem. Wiktoria pozostała osobą o poglądach liberalnych, co kontrastowało z jej konserwatywnym synem, cesarzem Wilhelmem II. Chłodne relacje matki z synem poprawiły się, kiedy Wiktoria wycofała się z życia publicznego. W Berlinie cesarzowa-wdowa fundowała szkoły dla dziewcząt oraz szkoły dla pielęgniarek. Jako utalentowana plastycznie i sama też czasem tworząca kobieta, Wiktoria patronowała również ludziom sztuki. W 1872 była jednym z organizatorów Wystawy Sztuki Przemysłowej.
Podczas swojego małżeństwa i wdowieństwa Wiktoria utrzymywała bliskie kontakty z pozostałymi członkami rodziny królewskiej, zwłaszcza ze swoim bratem, księciem Albertem, późniejszym królem Edwardem VII. Regularnie korespondowała z matką. Według Royal Encyclopaedia skatalogowano 3777 listów od królowej Wiktorii do córki oraz ponad 4000 od córki do matki. Wiele z tych listów wyraża obawę o przyszłość Niemiec pod rządami Wilhelma II.

## Śmierć
Wiktoria zmarła na raka kręgosłupa we Friedrichshof 5 sierpnia 1901, kilka miesięcy po śmierci swojej matki. Została pochowana w mauzoleum królewskim w Kościele Pokoju w Poczdamie 13 sierpnia 1901 obok swojego ukochanego męża. W tym samym mauzoleum spoczywają również Zygmunt i Waldemar, synowie Wiktorii zmarli w dzieciństwie. Wiktoria zażyczyła, aby pochować ją w angielskiej trumnie i w obrządku anglikańskim. Wilhelm II spełnił życzenie matki, jednak po jakimś czasie kazał zmienić trumnę na niemiecką i pochować ją według niemieckiej tradycji.

## Odznaczenia
Do 1874:
- Order Luizy I Klasy (Prusy)
- Krzyż Zasługi dla Kobiet i Dziewcząt (Prusy)
- Order Sidonii (Saksonia)
- Order Ernestyński I Klasy (Saksonia)
- Order Wiktorii i Alberta (Wielka Brytania)
- Order Świętej Katarzyny Męczennicy I Klasy (Rosja)
- Order Świętej Elżbiety I Klasy (Portugalia)
- Order Świętego Karola I Klasy (Meksyk)